# Gillis Huppe
Gillis (Gilles) Huppe (Luik, ca. 1576 – Dordrecht, september 1650) was een steen- en beeldhouwer uit Luik die vanaf minstens 1612 in de Zuid-Hollandse stad Dordrecht woonde en werkte. Hij is vooral bekend van zijn werk aan de Groothoofdspoort aldaar.

## Leven
Gillis (of Gilles) Huppe was afkomstig van Luik. In oude Dordtse bronnen wordt zijn naam gespeld als Gielis Hup, Gielle Huppe, Gillis Hubbe of meester Jelis. Zelf ondertekende hij in 1622 een akte als "Gille Huppe".
In een document dat in 1616 in Dordrecht werd opgesteld, liet hij vastleggen dat hij in 1612 in Luik was gearresteerd omdat hij ervan verdacht werd het gereformeerde geloof aan te hangen. Hij werd vrijgelaten omdat hij kon aantonen dat hij "borger deser stede Dordrecht" was. Hetzelfde document vermeldt dat hij op dat moment omstreeks 40 jaar oud was ("out ontrent 40 jaren"). Volgens een document uit 1622 was hij toen 46 jaar. Hij moet daarom in of rond 1576 zijn geboren en op een onbekend tijdstip voor 1612 vanwege zijn geloof naar Dordrecht zijn gevlucht, waarschijnlijk samen met enkele familieleden.
Hij kocht rond 1615 een perceel aan de Nieuwe Haven, op de hoek met het Vlak, bij de Roobrug, en liet daar voor zichzelf een huis bouwen dat hij versierde met een grote variatie aan gebeeldhouwde koppen, die waarschijnlijk bedoeld waren als een staalkaart van zijn werk.
Gillis Huppe overleed op of kort voor 21 september 1650.

## Werk
In Dordrecht verzorgde Huppe het beeldhouwwerk voor diverse poorten, stedelijke gebouwen en woonhuizen, waaronder de Groothoofdspoort, het Melkpoortje, zijn eigen woonhuis het Huis met de hoofden en mogelijk ook kleinere ornamenten aan woonhuisgevels, zoals die van het huis De Pauw. Hij werkte samen met onder anderen de Dordtse steenhouwer Frans Lebuïnusz. Drijfhout, de vader van Bartholomeus Drijfhout. Gerrit Gerritsz. Cuyp, de grootvader van Aelbert Cuyp, polychromeerde de Hollandse Maagd en de wapenschilden om haar heen aan de riviergevel van de Groothoofdspoort.
Hoewel uit de stadsrekeningen geen direct verband blijkt tussen de werkzaamheden aan de Groothoofdspoort en Gillis Huppe, wordt het grootste deel van het beeldhouwwerk algemeen aan hem toegeschreven, onder andere op basis van de gebeeldhouwde koppen aan zijn eigen huis en zijn gedocumenteerde werk aan het Melkpoortje.

## Eerbetoon
In Rotterdam werd in 1965 een straat naar hem vernoemd, de Gillis Huppestraat in het stadsdeel Prins Alexander.